# بيتر ريدفورد
بيتر ريدفورد (بالإنجليزية: Angus John Redford)‏ هو محامي وسياسي أسترالي، ولد في 16 سبتمبر 1956. حزبياً، نشط في حزب أستراليا الليبرالي (فرع جنوب أستراليا) ‏. وقد انتخب عضو مجلس جنوب أستراليا التشريعي وقد انضم خلال فترته النيابية  (11 ديسمبر 1993 – 27 فبراير 2006)  للكتلة البرلمانية حزب أستراليا الليبرالي (فرع جنوب أستراليا) ‏.